# 司馬申
司馬申（6世紀—586年），字季和，河內溫縣人，南梁、南陳官员。
司馬申的祖父司馬慧遠是南梁的都水使者；父親司馬玄通則是南梁的尚書左民郎。司馬申年少有風度氣概，十四歲就擅長圍棋，曾跟隨父親侍候吏部尚書到溉，其時梁州刺史陰子春、領軍朱异在場。陰子春熟悉司馬申，於是叫他一同下圍棋，他每次有妙著，朱异觀看而覺得奇異，因此帶他遊歷。南梁邵陵王蕭綸出任丹陽尹，起用司馬申為主簿。太清之難時父母去世，因此決心終身只吃菜。梁元帝承制，他擔任開遠將軍，遷為鎮西外兵記室參軍。侯景入侵郢州，他隨同都督王僧辯據守巴陵，進獻的策略都有效用用。王僧辯驚歎：「馳騁戰場未必是這小子的所長，若要他安撫民眾守城，一定會有功績。」王僧辯討伐陸納時司馬申在軍中，這時敵軍突然到達，王僧辯部下後退，他自身掩護王僧辯，用楯遮住前進，會合裴之橫的救兵，敵軍於是退卻，王僧辯對司馬申笑說：「仁者必有勇，不是假的！」除授散騎侍郎，到紹泰初年遷任儀同侯安都的從事中郎。
陳霸先受禪建立南陳，司馬申獲授臨川王陳蒨的諮議參軍。天嘉三年（562年）遷任征北諮議參軍，兼廷尉監。兩年後（564年），除授鎮東諮議參軍，兼任起部郎，外任為戎昭將軍、江乘縣令，任內有政績。之後他入朝出任尚書金部郎，遷左民郎，因公事免任。太建初年，朝廷起用他為貞威將軍、征南鄱陽王陳伯山的諮議參軍。太建九年（577年），擔任秣陵縣令，在職期間有清正能幹的名聲，有白雀築巢在縣庭。任滿不久擔任東宮賓客，又兼東宮通事舍人，轉遷員外散騎常侍，仍然為東宮通事舍人如故。陳叔陵叛亂，事情不成功就佔據東府，司馬申趕快傳召右衛蕭摩訶率兵來到殺死陳叔陵，進入城中沒收陳叔陵府庫，陳後主十分嘉獎他，因功獲授太子左衛率，封文招縣伯，食邑四百戶，兼任中書通事舍人。很快遷為右衛將軍，加通直散騎常侍。
其後他因病回家，加散騎常侍，仍然為右衛、舍人。至德四年（586年）去世，陳後主很傷心，追贈為文招縣侯，增邑到五百戶，諡忠；又給與一套朝服，一襲衣服，並協助喪事。陳後主又為他寫下墓誌銘，內容悲伤凄切，可見他十分寵幸司馬申。
司馬申侍奉南陳三朝皇帝，掌管機密，軍國大事都能立刻判斷；但他也因此作威作福。他個性狠心，喜歡寫匿名信誹謗忠直的人，朝臣沒有不受害的人；參與謀略時會對外宣稱時自己的力量，部門機密往往也會洩露。他也果斷勇敢，善於應對，觀察人的臉色。背逆自己的人一定秘密詆譭；親近自己的人會找機會機舉薦。於是朝廷內外都依從他的喜好。尚書右僕射沈君理去世，朝廷議論以毛喜代替出任。司馬申憂慮毛喜會參與朝政，就向陳後主詆譭毛喜：「毛喜是我的妻兄，宣帝時稱陛下有酒德，需要逐去宮臣，陛下忘記了嗎！」結果毛喜被廢錮。他又與施文慶、李脫兒结党营私，进谗言杀害傅縡，奪取任忠部隊給蔡徵、孔，令朝廷文武解體，南陳覆滅。他曾在尚書下省睡覺，有小鳥啄他的嘴，血流到地下，當是的人認為是他以為誹謗忠賢的報應。他的兒子司馬琇嗣爵，官至太子舍人。

## 引用
1. 1 2  《陳書·卷二十九·列傳第二十三》：司馬申字季和，河內溫人也。祖慧遠，梁都水使者。父玄通，梁尚書左民郎。申早有風概，十四便善弈棋，嘗隨父候吏部尚書到溉，時梁州刺史陰子春、領軍朱异在焉。子春素知申，即於坐所呼與為對，申每有妙思，异觀而奇之，因引申遊處。梁邵陵王為丹陽尹，以申為主簿。屬太清之難，父母俱沒，因此自誓，菜食終身。
2. 1 2  《南史·卷七十七·列傳第六十七》：司馬申，字季和，河內溫人也。祖慧遠，梁都水使者。父玄通，梁尚書左戶郎。申早有風鑒，十四便善弈棋。嘗隨父候吏部尚書到溉，時梁州刺史陰子春、領軍朱异在焉，呼與棋。申每有妙思，異觀而奇之，因引申遊處。太清之難，父母俱沒，因此自誓，擔土菜食終身。
3. ↑  《陳書·卷二十九·列傳第二十三》：梁元帝承制，起為開遠將軍，遷鎮西外兵記室參軍。及侯景寇郢州，申隨都督王僧辯據巴陵，每進籌策，皆見行用。僧辯歎曰：「此生要鞬汗馬，或非所長，若使撫眾守城，必有奇績。」僧辯之討陸納也，申在軍中，于時賊眾奄至，左右披靡，申躬蔽僧辯，蒙楯而前，會裴之橫救至，賊乃退，僧辯顧申而笑曰：「仁者必有勇，豈虛言哉！」除散騎侍郎。紹泰初，遷儀同侯安都從事中郎。
4. ↑  《南史·卷七十七·列傳第六十七》：梁元帝承制，累遷鎮西外兵記室參軍。及侯景寇郢州，申隨都督王僧辯據巴陵，每進策，皆見行用。僧辯歎曰：「此生要鞬汗馬，或非所長，若使撫眾守城，必有奇績。」僧辯之討陸納也，于時賊眾奄至，左右披靡，申躬蔽僧辯，蒙楯而前，會裴之橫救至，賊乃退。僧辯顧而笑曰：「仁者必有勇，豈虛言哉。」
5. 1 2  《陳書·卷二十九·列傳第二十三》：高祖受禪，除安東臨川王諮議參軍。天嘉三年，遷征北諮議參軍，兼廷尉監。五年，除鎮東諮議參軍，兼起部郎。出為戎昭將軍、江乘令，甚有治績。入為尚書金部郎。遷左民郎，以公事免。太建初，起為貞威將軍、征南鄱陽王諮議參軍。九年，除秣陵令，在職以清能見紀，有白雀巢于縣庭。秩滿，頃之，預東宮賓客，尋兼東宮通事舍人。遷員外散騎常侍，舍人如故。及叔陵之肆逆也，事既不捷，出據東府，申馳召右衛蕭摩訶帥兵先至，追斬之，因入城中，收其府庫，後主深嘉之。以功除太子左衛率，封文招縣伯，邑四百戶，兼中書通事舍人。尋遷右衛將軍，加通直散騎常侍。
6. ↑  《南史·卷七十七·列傳第六十七》：陳太建中，除秣陵令，在職以清能見紀，有白雀集於縣庭。復為東宮通事舍人。叔陵之肆逆也，事既不捷，出據東府，申馳召右衛將軍蕭摩訶帥兵先至，追斬之，後主深嘉焉。以功除太子左衛率，封文招縣伯，兼中書通事舍人。遷右衛將軍。
7. ↑  《南史·卷七十七·列傳第六十七》：後加散騎常侍，右衛、舍人如故。至德四年卒，後主嗟悼久之。贈侍中、護軍將軍，進爵為侯，諡曰忠。及葬，後主自為制志銘。
8. ↑  《陳書·卷二十九·列傳第二十三》：申歷事三帝，內掌機密，至於倉卒之閒，軍國大事，指麾斷決，無有滯留。子琇嗣，官至太子舍人。
9. ↑  《南史·卷七十七·列傳第六十七》：曆事三帝，內掌機密，頗作威福。性忍害，好飛書以譖毀，朝之端士，遍罹其殃。參預謀謨，乃于外宣說，以為己力，省中秘事，往往洩漏。性又果敢，善應對，能候人主顏色。有忤己者，必以微言譖之；附己者，因機進之。是以朝廷內外，皆從風靡。初，尚書右僕射沈君理卒，朝廷議以毛喜代之。申慮喜預政，乃短喜於後主曰：「喜臣之妻兄，高帝時稱陛下有酒德，請逐去宮臣，陛下甯忘之邪！」喜由是廢錮。又與施文慶、李脫兒比周，譖殺傅縡，奪任忠部曲以配蔡征、孔範，是以文武解體，至於覆滅。申嘗晝寢于尚書下省，有烏啄其口，流血及地，時論以為譖賢之效也。子琇嗣，官至太子舍人。

## 延伸阅读
[在维基数据编辑]
 《陳書·卷29》，出自姚思廉《陳書》